# Кропачево (Березники)
Кропачево (Кропачева) — бывшая деревня, вошедшая в состав города Березники Пермского края. Точная дата основания неизвестна, упоминается в "Переписной книге Алексея Никеева" в 1710 г., обозначена на карте-двухверстовке 1790 года. В начале XX в. в этой деревне насчитывалось 17 дворов, жителей — 78 чел.
В 1932 г. деревня вошла в состав города Березники.
В 1950-е годы известен, как поселок магниевиков, жителей - 5000 чел. В 1970 г. в К. проживали 8574 чел.

## Известные люди, связанные с Кропачево
С 1933 по 1942 г. в К. (ул.Щорса, д.18) вместе с семьей жила Вера Бирюкова, герой Великой Отечественной войны, орденоносец, радистка партизанского отряда.

## Основные улицы
Улицы, существующие с 1930-х годов: Лермонтова, Льва Толстого, Маяковского, Полины Осипенко, Островского, Хользунова, Целищева, Щорса.
Современная условная граница Кропачево определена улицами Щорса, Аксакова, Хользунова, Парижской Коммуны, Ломоносова, Юбилейной.

## Документы
Деревня Кропачева Шавалдина онаж а в ней крестьян
Во дворе вдова Арина Ильина дочь Евсеевская жена Алексеева сына Шумилова 80 лет у неё детей Иван 30 Филип 25 лет у Ивана жена Меланья Лукьянова дочь 25 лет у негож детей Семен году да сноха сына ево умершаго Нифонтовская жена вдова Степанида Степанова дочь 30 лет у нея детей сын Осип 13 Лев 12 Андрей 6 Иван 4 лет да дочь
(л.46об.) девка Марья 2 лет а живет она вдова во дворе мужа своего Евсевья Алексеева сына Шумилова да сына своего Нифонта и в 701-м году Евсевей а Нифонт в 710-м году померли
Во дворе Ермил 40 Евсевей 39 Лазарь 38 Игнатей 27 Яков 12 лет Ивановы дети Кропачевы Ермил холост у Евсевья жена Марья Прокофьева дочь 23 лет у негож сын Андрей году у Лазаря жена Анисья Ларионова дочь 25 лет уИгнатья жена Акулина Савельева дочь 20 лет да мать вдова Прасковья Иванова дочь 65 лет да сестра девка Ульяна 20 лет живут они Ермил з братьями во дворе отца своего Ивана Афонасьева сына Кропачева и в 710-м году он Иван умре
Во дворе Антон Афанасьев сын Кропачев 60 лет у него жена Арина Игнатьева дочь 62 лет у негож детей Сава Большой 30 Василей 25 Сава Меньшой 20 лет да дочь девка Анисья 27 лет у Савы Большаго жена Арина Петрова дочь 20 лет у Василья жена Василиса Матфеева дочь 20 лет а что де в отказных книгах написаны с ним во дворе детиж ево Михайло
(л.47) да Андрей да Лука с сыном Афонасьем да Данило и Михайло в 710-м году сошел безвестно а Ондрей в 706-м а Лука в 705-м а Данило в 708-м году померли а Лукин сын Афонасей живет в той же деревне у крестьянина у Федора Андреева сына Кропачева
Во дворе Афонасей Афонасьев сын Кропачев 65 лет у него жена Марья Семенова дочь 60 лет у негож сын Алексей 30 лет у него жена Пелагея Иванова дочь 28 лет у негож сын Ефим 12 лет да подворник Федор Прокофьев сын Кропачев 20 лет уроженец деревни Ждановой крестьянской сын у Афонасья живет с 706-го году да работница девка Марфа Лукьянова дочь Иванова сына Кропачева 9 лет отец ея уроженец тояж деревни и жил своим двором и в 706-м году отец её умре а тот их двор розвалился
Во дворе Прокофей 50 холост Мартемьян 40 лет Семеновы дети Шавалдины у Мартемьяна жена Улита Леонтьева дочь 45 лет у негож детей сын Гаврило 2 лет да три дочери девки Агафья 14 Маремьяна 9 Марья 4 лет да подворница вдова Прасковья Игнатьева дочь Леонтьевская жена Семенова сына Шавалдина 50 лет у неё сын
(л.47об.) Афонасей 14 лет уроженка тоеж деревни у Мартемьяна живет с 709-го году
Во дворе Аврам 50 Степан 45 Максим 40 Карп 35 Антон 30 лет Гавриловы дети Шавалдины у Аврама жена Прасковья Савина дочь 40 лет у негож детей Андрей 12 Прокофей 9 да две дочери девки Авдотья 17 Дарья 8 лет у Степана жена Матрона Васильева дочь 40 лет у негож сын Алексей полугоду у Максима жена Дарья Андреева дочь 32 лет у негож детей сын Яков 7 лет да дочь девка Афимья 10 лет у Карпа жена Марья Прохорова дочь 29 лет у негож пасынок Степан Данилов сын Семин 7 лет у Антона жена Авдотья Семенова дочь 25 лет у негож сын Андрей 2 лет живут они Аврам з братьями во дворе отца своего Гаврила Иванова сына Шавалдина да брата своего Семена и в 703-м году Гаврило умре а Семен в 704-м году взят в салдаты
Во дворе Павел 50 Осип 45 лет Козьмины дети Шавалдины Павел вдов у Осипа жена Ненила Анофриева дочь 40 лет у негож три (!) дочери девки Акулина 20 Софья 17
(л.48) Анна 15 Аксинья году
Во дворе вдова Катерина Васильева дочь Антипьевская жена Петрова сына Осташева 70 лет у неё детей Анфим 40 Иван 30 лет у Анфима жена Федора Петрова дочь 30 лет у негож детей Петр 6 Яков 2 лет да дочь девка Марья 12 лет у Ивана жена Пелагея Федорова дочь 30 лет у негож дочь девка Василиса 2 лет а что де в отказных книгах написан у неё вдовы сын Конан и он Конан умре в 705 году
Во дворе Дей 30 Харитон 15 лет Самсоновы дети Осташевы у Дея жена Прасковья Автамонова дочь 25 лет у негож детей Тимофей 3 Лукьян полугоду живет он Дей во дворе отца своего Самсона Игнатьева сына Осташева и в 708-м году он Самсон умре
В той же деревне пустых дворов
Двор пуст Лариона Алексеева сына Шумилова з детьми с Семеном да Селиверстом и Ларион с сыном Антоном (!) скитаются межы дворы а Семен да Селиверст в 705-м году померли
Изба Леонтья Семенова сына Шавалдина с сыном Афонасьем и в 704-м году Леонтей Шавалдин умре а сын ево Афонасей живет в подворниках у крестьянина у Прокофья Шавалдина с 707-го году
Продолжение переписной книги "Перепись 1710 года: Сибирская губерния: Соликамский уезд: Переписная книга 1711 года вотчин именитого человека Г.Д. Строганова переписи дьяка Сибирского приказа Алексея Никеева".
Без начала.  Скреплена подписью: "Дьяк Алексей Никеев" (РГАДА. Ф.214. Оп.1. Д.1497).